# Callimenus montandoni
Callimenus montandoni är en insektsart som beskrevs av Burr 1898. Callimenus montandoni ingår i släktet Callimenus och familjen vårtbitare. Inga underarter finns listade i Catalogue of Life.